# معبد كيلاسا

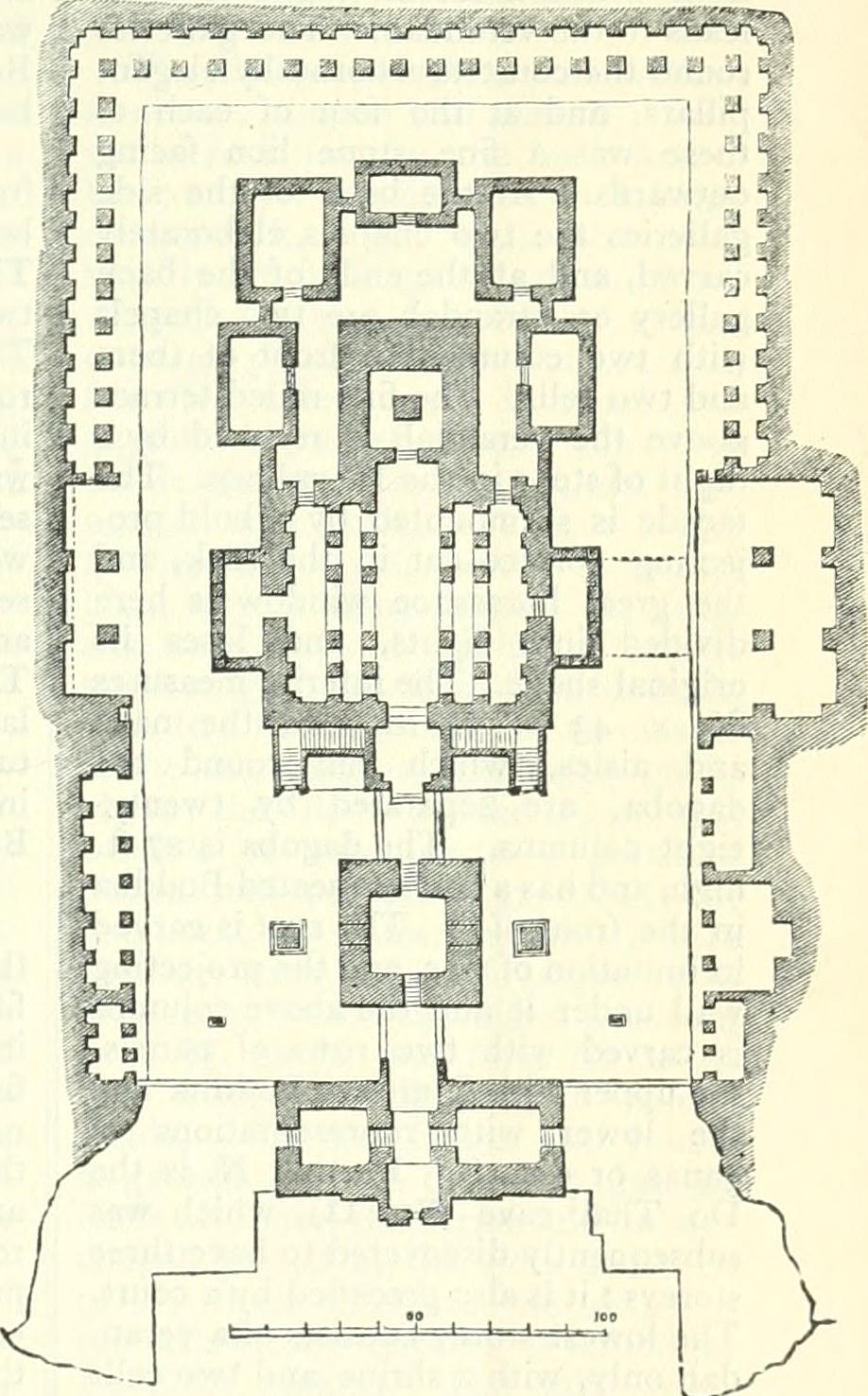
Ground plan of the temple

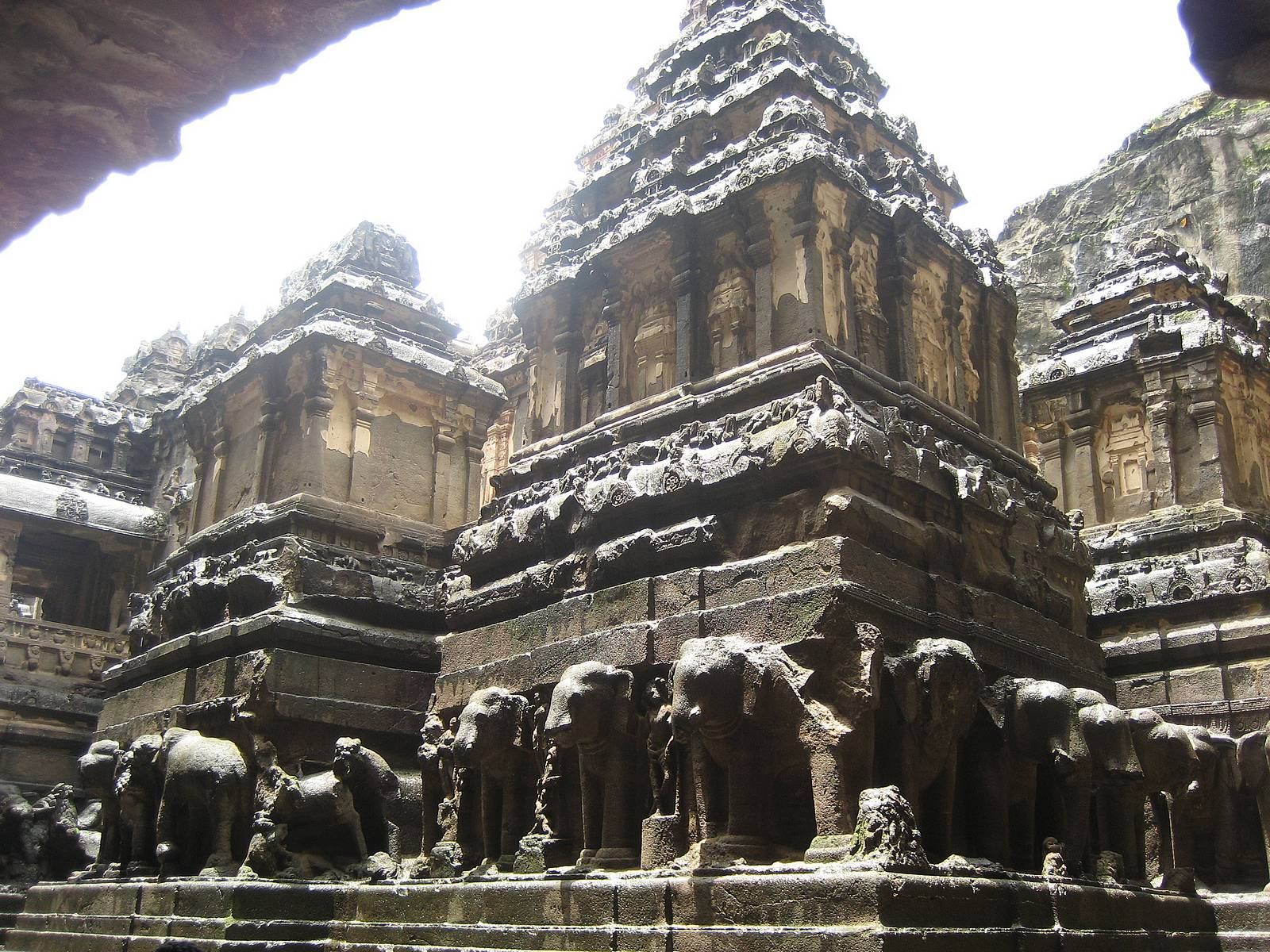
صورة لمعبد كيلاسا

معبد كيلاسا، هو معبد تراثي قديم يقع في منطقة جبلية تعرف باسم إيلورا في الهند.
معبد كيلاسا (Kailasa Temple)
معبد كيلاسا، المعروف أيضًا باسم معبد كهف 16، هو واحد من أعظم المعابد الهندوسية المنحوتة في الصخر وأكثرها إبهارًا في الهند. يقع المعبد ضمن مجمع كهوف إلورا (Ellora Caves) في ولاية ماهاراشترا، ويُعتبر تحفة معمارية هندسية ودينية استثنائية. يعود تاريخ بناء المعبد إلى القرن الثامن الميلادي، خلال فترة حكم سلالة راشتراكوتا.

### التاريخ والخلفية
تم بناء معبد كيلاسا في عهد الملك كريشنا الأول (Krishna I) من سلالة راشتراكوتا (Rashtrakuta dynasty) كتكريم للإله شيفا، ويُقال إنه صُمم ليكون تمثيلًا لجبل كيلاش المقدس، الذي يُعتقد أنه مقر الإله شيفا في الهندوسية. استغرق بناء المعبد حوالي 18 عامًا ويُعتقد أن أكثر من 200 ألف طن من الصخور تم نحتها لإكمال هذا العمل المعماري.

### العمارة والتصميم
يُعد معبد كيلاسا مثالًا فريدًا على تقنية النحت من الأعلى إلى الأسفل (Top-down carving). بدأ العمل بحفر قمة الصخور ثم التقدم تدريجيًا نحو الأسفل. المعبد منحوت بالكامل من كتلة واحدة من الصخور البازلتية، مما يجعله أعجوبة هندسية.

#### الهيكل المعماري:
- البوابة الأمامية: مدخل مزخرف يؤدي إلى فناء واسع مفتوح.
- الفناء المركزي: يحتوي على برج المعبد (Shikhara) الرئيسي، محاطًا بهياكل صغيرة منحوتة بشكل دقيق.
- القاعات: يضم المعبد عدة قاعات (Mandapas) مزخرفة بالنقوش التي تمثل مشاهد من الأساطير الهندوسية.
- النقوش والتماثيل: تماثيل معقدة تصور الآلهة والأبطال الأسطوريين، بما في ذلك رامايانا وماهابهاراتا.

### الأهمية الدينية والثقافية
يمثل معبد كيلاسا مكانًا ذا أهمية كبيرة للهندوس، حيث يُعد موقعًا للعبادة والتأمل. كما يُعتبر المعبد شهادة على عبقرية الحرفيين الهنود القدماء ومثالًا على تداخل الفن والدين في الحضارة الهندية.

### التراث العالمي
يُعتبر مجمع كهوف إلورا، بما في ذلك معبد كيلاسا، أحد مواقع التراث العالمي لليونسكو منذ عام 1983. يجذب المعبد ملايين الزوار سنويًا من مختلف أنحاء العالم بفضل تصميمه الفريد وتاريخه العريق.

### حقائق مثيرة للاهتمام
- يُقال إن المعبد تم بناؤه باستخدام أدوات بسيطة مثل المطارق والإزميل.
- يحتوي المعبد على نظام معقد من الممرات والغرف المزخرفة، مما يعكس براعة البناء الهندسية.
- يُعتبر معبد كيلاسا واحدًا من أكبر المعابد المنحوتة من صخرة واحدة في العالم.

معبد كيلاسا ليس مجرد موقع ديني، بل هو رمز للابتكار الهندسي والتفاني الفني. يُجسد هذا المعلم التاريخي روح الثقافة الهندية القديمة ويظل شاهدًا على قدرة الإنسان على تحقيق العظمة رغم محدودية الموارد والأدوات.
مراجع:
1. "Ellora Caves: Art and Architecture," Archaeological Survey of India.
2. "Kailasa Temple: The Marvel of Ancient Engineering," National Geographic.
3. "UNESCO World Heritage Centre: Ellora Caves."